# 扬·弗拉内克
扬·弗拉内克（1960年4月14日—），斯洛伐克男子拳击运动员。他曾代表捷克斯洛伐克参加1980年夏季奥林匹克运动会拳击比赛，获得男子71公斤级铜牌。